# 마나즈루역
마나즈루역(일본어: 真鶴駅, まなづるえき)은 일본 가나가와현 아시가라시모군 마나즈루정에 있는 동일본 여객철도의 철도역이다.

## 역 구조
섬식 승강장 1면 2선 형태의 지상역이다.

### 승강장
| 1 | ■ 도카이도 선 | 아타미 · 이토 · 누마즈 방면     |
| 2 | ■ 도카이도 선 | 오다와라 · 요코하마 · 도쿄 방면 |

## 역사
- 1922년 12월 21일 - 국유철도 아타미 선 고즈역 ~ 마나즈루 역 구간의 개통과 동시에 개업.
- 1924년 10월 1일 - 유가와라역까지의 연장 구간 개통과 동시에 중간역이 되었다.
- 1987년 4월 1일 - 민영화에 따라 동일본 여객철도의 소속이 되었다.
- 2001년 11월 18일 - 스이카의 사용이 개시되었다.

## 인접역
| 동일본 여객철도 도카이도 본선           | 동일본 여객철도 도카이도 본선 | 동일본 여객철도 도카이도 본선 |
| --------------------------------------- | ----------------------------- | ----------------------------- |
| JT 18 네부카와 구로이소 · 다카사키 방면 | 도카이도 선                   | JT 20 유가와라 아타미 방면    |